# Sommer-Universiade 1995/Judo
Die Judo-Wettbewerbe der Sommer-Universiade 1995 fanden vom 24. bis zum 28. August in der japanischen Stadt Fukuoka statt. Es handelte sich um die dritte Austragung dieser Sportart bei den Studentenweltspielen und erstmals wurden Bewerbe für Frauen und Männer angeboten. 

## Ergebnisse Männer

### Extra-Leichtgewicht bis 60 kg
| Platz | Athlet           | Land |
| ----- | ---------------- | ---- |
| 1     | Kim Hyuk         | KOR  |
| 2     | Marek Matuszek   | SVK  |
| 3     | Kenichi Harada   | JPN  |
| 3     | Ênio Kanayama    | BRA  |
| 5     | Zsolt Kunyik     | HUN  |
| 5     | Roberto Cueto    | ESP  |
| 7     | Nestor Chergiani | GEO  |
| 7     | Andreas Kolbig   | GER  |

### Halb-Leichtgewicht bis 65 kg
| Platz | Athlet               | Land   |
| ----- | -------------------- | ------ |
| 1     | Jung Se-hoon         | KOR    |
| 2     | Ryuta Yumiya         | JPN    |
| 3     | Ihar Koliew          | BLR    |
| 3     | Christopher McDonald | USA    |
| 5     | Israel Hernández     | CUB    |
| 5     | Patrick van Kalken   | NED    |
| 7     | Francesco Giorgi     | ITA    |
| 7     | Lin Wen-tao          | Taiwan |

### Leichtgewicht bis 71 kg
| Platz | Athlet             | Land |
| ----- | ------------------ | ---- |
| 1     | Kenzo Nakamura     | JPN  |
| 2     | Lee Eun-hak        | KOR  |
| 3     | Christophe Massina | FRA  |
| 3     | Ruslan Sasonow     | RUS  |
| 5     | Eduard Steringa    | NED  |
| 5     | Samuel Salvador    | ESP  |
| 7     | Wardan Moiwsisian  | ITA  |
| 7     | Raouan Inatillajew | KAZ  |

### Halb-Mittelgewicht bis 78 kg
| Platz | Athlet               | Land |
| ----- | -------------------- | ---- |
| 1     | Kazunori Kubota      | JPN  |
| 2     | Cho In-chul          | KOR  |
| 3     | Yuan Chao            | CHN  |
| 3     | Juhani Tanayama      | FIN  |
| 5     | Alexander Guedes     | BRA  |
| 5     | Alexis Landais       | FRA  |
| 7     | Giorgi Zmindaschwili | GEO  |
| 7     | Dirk Radszat         | GER  |

### Mittelgewicht bis 86 kg
| Platz | Athlet          | Land |
| ----- | --------------- | ---- |
| 1     | Masaru Tanabe   | JPN  |
| 2     | Mário Sabino    | BRA  |
| 3     | Dmitri Morosow  | RUS  |
| 3     | Chang Jin-chul  | KOR  |
| 5     | Michele Monti   | ITA  |
| 5     | Anatolij Droha  | UKR  |
| 7     | Milosav Jocović | YUG  |
| 7     | Marek Pisula    | POL  |

### Halb-Schwergewicht bis 95 kg
| Platz | Athlet               | Land   |
| ----- | -------------------- | ------ |
| 1     | Juri Stjopkin        | RUS    |
| 2     | Ángel Sánchez        | CUB    |
| 3     | Koba Nadiradse       | UKR    |
| 3     | Takeshi Kozai        | JPN    |
| 5     | Dennis van der Geest | NED    |
| 5     | Petr Jákl            | CZE    |
| 7     | Qiao Chunlin         | CHN    |
| 7     | Yen Kuo-che          | Taiwan |

### Schwergewicht über 95 kg
| Platz | Athlet                  | Land |
| ----- | ----------------------- | ---- |
| 1     | Yoshiharu Makishi       | JPN  |
| 2     | Mitar Milinković        | YUG  |
| 3     | Volker Heyer            | GER  |
| 3     | Rogério Biondi          | BRA  |
| 5     | Kim Young-hoon          | KOR  |
| 5     | Ramas Tschotschischwili | GEO  |
| 7     | Stefano Venturelli      | ITA  |
| 7     | Richard Blanes          | GBR  |

### Offene Klasse
| Platz | Athlet               | Land |
| ----- | -------------------- | ---- |
| 1     | Katsuyuki Masuchi    | JPN  |
| 2     | Karim Boumedjane     | FRA  |
| 3     | Michail Korobeinikow | RUS  |
| 3     | Ko Kyung-doo         | KOR  |
| 5     | Dennis van der Geest | NED  |
| 5     | Sven Helbing         | GER  |
| 7     | Dano Pantić          | YUG  |
| 7     | Teng Guangying       | CHN  |

### Teambewerb
| Platz | Land     |
| ----- | -------- |
| 1     | Südkorea |
| 2     | Russland |
| 3     | Japan    |
| 3     | Polen    |

## Ergebnisse Frauen

### Extra-Leichtgewicht bis 48 kg
| Platz | Athlet           | Land |
| ----- | ---------------- | ---- |
| 1     | Ryōko Tamura     | KOR  |
| 2     | Amarilis Savón   | CUB  |
| 3     | Ljubow Bruletowa | RUS  |
| 3     | Sylvie Meloux    | FRA  |
| 5     | Birte Siemens    | GER  |
| 5     | Kim So-la        | KOR  |
| 7     | Barbara Stabler  | SUI  |
| 7     | Olha Rodina      | UKR  |

### Halb-Leichtgewicht bis 52 kg
| Platz | Athlet         | Land |
| ----- | -------------- | ---- |
| 1     | He Ji          | CHN  |
| 2     | Hyun Sook-hee  | KOR  |
| 3     | Legna Verdecia | CUB  |
| 3     | Atsuko Takeda  | JPN  |
| 5     | Klára Vészi    | HUN  |
| 5     | Salima Souakri | ALG  |
| 7     | Hülya Şenyurt  | TUR  |
| 7     | Andrea Vossen  | GER  |

### Leichtgewicht bis 56 kg
| Platz | Athlet             | Land |
| ----- | ------------------ | ---- |
| 1     | Driulis González   | CUB  |
| 2     | Chiyori Tateno     | JPN  |
| 3     | Jung Sun-yong      | KOR  |
| 3     | Magali Baton       | FRA  |
| 5     | Marisa Pedulla     | USA  |
| 5     | Sonia Tognoloni    | ITA  |
| 7     | Natalja Petouchowa | RUS  |
| 7     | Azucena Verde      | ESP  |

### Halb-Mittelgewicht bis 61 kg
| Platz | Athlet               | Land |
| ----- | -------------------- | ---- |
| 1     | Jung Sung-sook       | KOR  |
| 2     | Séverine Vandenhende | FRA  |
| 3     | Qin Yuying           | CHN  |
| 3     | Ileana Beltrán       | CUB  |
| 5     | Irina Afonina        | RUS  |
| 5     | Sandra Wurm          | GER  |
| 7     | Hideko Sugimura      | JPN  |
| 7     | Irena Tokarz         | POL  |

### Mittelgewicht bis 66 kg
| Platz | Athlet          | Land   |
| ----- | --------------- | ------ |
| 1     | Cho Min-sun     | KOR    |
| 2     | Karine Rambault | FRA    |
| 3     | Michelle Holt   | GBR    |
| 3     | Wu Mei-ling     | Taiwan |
| 5     | Odalis Revé     | CUB    |
| 5     | Agata Mróz      | POL    |
| 7     | Sally Buckton   | RSA    |
| 7     | Almudena López  | ESP    |

### Halb-Schwergewicht bis 72 kg
| Platz | Athlet                | Land   |
| ----- | --------------------- | ------ |
| 1     | Saki Yoshida          | JPN    |
| 2     | Diadenis Luna         | CUB    |
| 3     | Ylenia Scapin         | ITA    |
| 3     | Zhang Yanhong         | CHN    |
| 5     | Carine Varlez         | FRA    |
| 5     | Swetlana Galiant      | RUS    |
| 7     | Switlana Lyssjanskaja | UKR    |
| 7     | Chen Chiu-ping        | Taiwan |

### Schwergewicht über 72 kg
| Platz | Athlet               | Land |
| ----- | -------------------- | ---- |
| 1     | Daima Beltrán        | CUB  |
| 2     | Marta Kolodziejczyk  | POL  |
| 3     | Hu Haifang           | CHN  |
| 3     | Hidemi Seo           | JPN  |
| 5     | Donata Burgatta      | ITA  |
| 5     | Weronika Koslowskaja | BLR  |
| 7     | Meyrem Suleymanoglu  | FRA  |
| 7     | Lee Hyun-kyung       | KOR  |

### Offene Klasse
| Platz | Athlet               | Land |
| ----- | -------------------- | ---- |
| 1     | Noriko Anno          | JPN  |
| 2     | Marta Kolodziejczyk  | POL  |
| 3     | Sun Fuming           | CHN  |
| 3     | Shon Hyun-me         | KOR  |
| 5     | Simona Richter       | ROU  |
| 5     | Daima Beltrán        | CUB  |
| 7     | Karen Hayde          | CAN  |
| 7     | Weronika Koslowskaja | BLR  |